# Костёл Святого Роха (Грандичи)
Костёл Святого Роха (бел. Касцёл Святога Роха) — каменный католический храм в деревне Грандичи (ныне в черте Гродно), памятник архитектуры неоготики.

## История

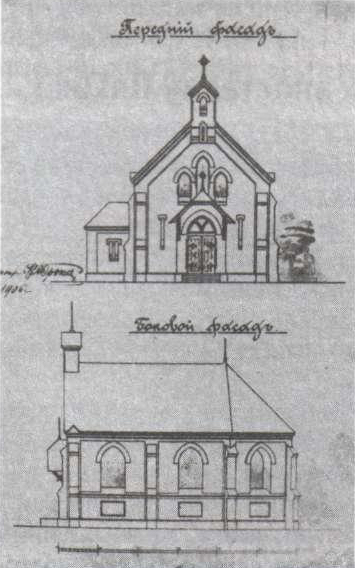
Проект костёла

В XVIII веке при дороге из Гродно на Гожу монахами гродненского кармелитского монастыря была построена деревянная часовня. После упразднения кармелитского ордена в Гродно, с 1845 года часовня была присоединена к фарному приходу.
Костёл, посвященный святому Роху, был возведён в 1910 году по проекту архитектора Вильгельма Срока. В 1920-е годы получил статус приходского костёла от гродненского прихода святого Франциска Ксаверия.
В 1961 году был закрыт советскими властями и приспособлен под хранилище. Только в 1990 году здание было возвращено католикам, и в 1992 году закончено его восстановление. В 1998 году Грандичи выделили в самостоятельный приход под историческим названием Святого Роха.
С сентября 2002 года настоятелем прихода является священник Виктор Веливис.

## Архитектура
Костёл построен в неоготическом стиле. Представляет собой прямоугольный в плане объем с 5-гранной апсидой и трансептом (присоединён в 2002—2003 годах при перестройке часовни в костёл). Главный фасад завершает относительно небольшая башня — колокольня. Костёл накрыт системой двухскатных жестяных крыш с вальмовой крышей.
Молитвенный зал ранее был перекрыт стрельчатым сводом. Сейчас интерьер зала перекрыт коробчатым оштукатуренным сводом. Главный алтарь, деревянный, созданный в неоготическом стиле, посвященный Деве Марии. Левая алтарная титульная композиция, посвященная святому Роху, правая — Богоматери Фатимской. Над входом находится балкон для хора, который опирается на мощную арку.